# Johan Hjalmar Théel
Johan Hjalmar Théel (14 juin 1848 - 20 juillet 1937) est un zoologiste et professeur d'université suédois.

## Jeunesse
Théel est né le 14 juin 1848 à Säter, en Suède. Il a l'habitude de faire des voyages de chasse le long de la côte norvégienne dans sa jeunesse et est fasciné par les plantes et les animaux qu'il rencontre, en particulier la vie marine. Il rencontre le zoologiste Sven Lovén qui suscite son intérêt pour les vers sipunculidés ou cacahuètes, en particulier le genre Phascolion. Il étudie à l'Université d'Uppsala et Phascolion fait l'objet de sa thèse, rédigée en 1875. Il est aussi un artiste et inclus ses propres illustrations dans ses articles publiés. En 1875, il accompagne l'explorateur Adolf Erik Nordenskiöld jusqu'à l'embouchure du fleuve Ienisseï pour tenter de trouver le passage du Nord-Est. Il le rejoint pour un voyage similaire l'année suivante et découvre un concombre de mer nouveau pour la science, qu'il nomme Elpidia glacialis. Il est intronisé à l'Académie royale suédoise des sciences en 1884.

## Carrière
Théel devient maître de conférences à l'Université d'Uppsala et est nommé professeur de zoologie en 1889. Il est conservateur du département des invertébrés du Musée suédois d'histoire naturelle de 1892 à 1916 et participe au catalogage de la vaste collection d'invertébrés marins du Nord et de l'Arctique. Il est également directeur de la station zoologique de Kristinebergs à Fiskebäckskil en 1892, restant à ce poste jusqu'en 1908.
Théel est chargé de classer les concombres de mer, classe Holothuroidea, qui ont été collectés lors de l'expédition Challenger, une expédition scientifique britannique qui enquête sur les grands fonds marins et sa faune. Il publie ses découvertes dans le "Rapport sur les résultats scientifiques du voyage d'exploration du HMS Challenger 1873–76". Son rapport comporte deux parties. Le premier (1881) traite de l'ordre des Elasipodida et est fondamental pour la connaissance de ce groupe, et le second (1885) couvre les autres holothuries. Théel est décédé le 20 juillet 1937 à Stockholm, en Suède.